# Arceuthobium oxycedri
Espèce
Statut de conservation UICN

 LC  : Préoccupation mineure
Le gui du genévrier (Arceuthobium oxycedri) est une espèce de plantes hémiparasite de la famille des Viscaceae. Il parasite des espèces du genre des genévriers (Juniperus), et notamment le genévrier cade (Juniperus oxycedrus) et le genévrier commun (Juniperus communis).

## Description

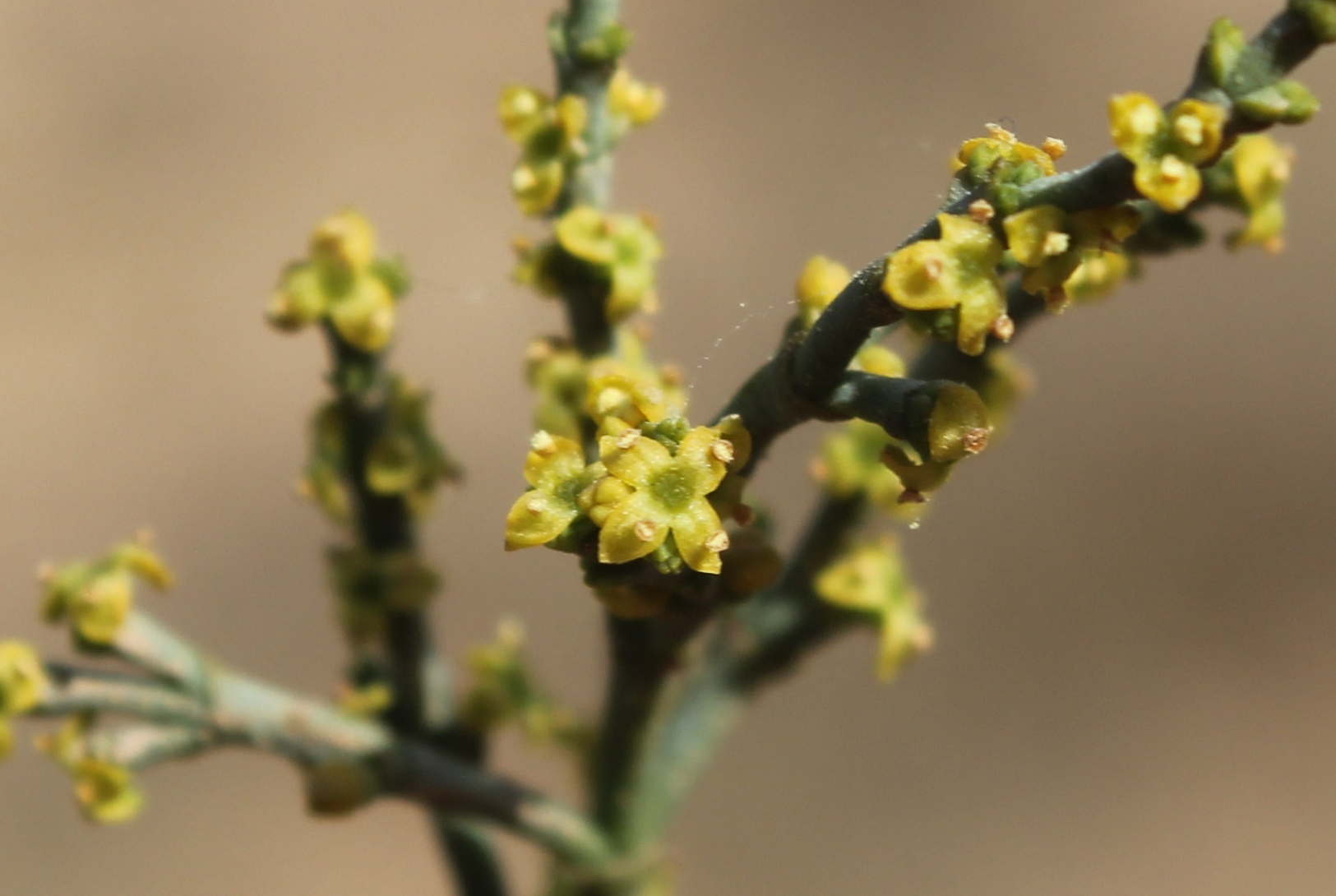
Fleurs du Gui de genévrier

Le gui du genévrier est de petite taille, n'atteignant en moyenne que 2 à 15 cm. Cette plante dioïque vert jaunâtre a de très petits rameaux, de petites feuilles réduites à des écailles et des fleurs sessiles. Il se répartit dans une bonne partie de l'Europe, en Asie et dans certaines parties de l'Afrique du Nord.

## Taxonomie
L'espèce est initialement décrite par Augustin-Pyramus de Candolle qui la classe dans le genre Viscum sous le basionyme Viscum oxycedri DC.. Elle est ensuite recombinée dans le genre Arceuthobium sous le nom Arceuthobium oxycedri par Friedrich August Marschall von Bieberstein en 1819.

### Noms français
Ce taxon porte en français les noms vulgarisés et normalisés suivants : Arceuthobium de l’oxycèdre, Gui du genévrier,, Arceuthobe, Arceuthobium du genévrier, Arceutobe, arceutobe de l'oxycèdre, gui de l'oxycèdre, petit gui du genévrier.

### Synonymes
Arceuthobium oxycedri a pour synonymes :
- Arceuthobium juniperi Bubani
- Arceuthobium juniperorum Chatenier, 1904
- Arceuthobium salicorniiforme Chatenier, 1904
- Razoumofskya caucasica Hoffm.
- Razoumofskya oxycedri (DC.) F.W.Schultz
- Razoumofskya oxycedri (DC.) F.W.Schultz ex Nyman
- Viscum caucasicum (Hoffm.) Steud.
- Viscum oxycedri DC. (basionyme)